# Вяткин, Сергей Леонтьевич
Сергей Леонтьевич (Львович) Вяткин (1917—1986) — советский военнослужащий. В Рабоче-крестьянской Красной Армии и Советской Армии служил с мая 1941 по май 1946 года. Участник Великой Отечественной войны. Полный кавалер ордена Славы. Воинское звание — старшина.

## Биография

### До войны
Родился 1 июня (19 мая — по старому стилю) 1917 года в деревне Захламино Омского уезда Акмолинской области Российской Республики (ныне в черте Советского административного района города Омска Российской Федерации) в семье рабочего. Русский. Окончил начальную школу. Трудовую деятельность начал комбайнёром в колхозе имени 8-го Марта. Затем работал подсобным рабочим в затоне имени Сталина, позднее преобразованном в Омский судоремонтный завод, и матросом в Иртышском речном пароходстве.
В ряды Рабоче-крестьянской Красной Армии С. Л. Вяткин был призван по частичной мобилизации Кагановичским районным военкоматом Омской области в мае 1941 года. На момент начала Великой Отечественной войны проходил подготовку в летнем учебном военном лагере.

### На фронтах Великой Отечественной войны
В конце июня 1941 года красноармеец С. Л. Вяткин был зачислен артиллерийским разведчиком в сформированный в Сибирском военном округе 432-й гаубичный артиллерийский полк, который вскоре в составе 178-й стрелковой дивизии убыл на Западный фронт. В действующей армии С. Л. Вяткин с 13 июля 1941 года. В боях с немецко-фашистскими захватчиками с 24 июля. Боевое крещение принял под городом Белым. Сражаясь на Западном и Калининском фронтах, участвовал в Калининской оборонительной и Калининской наступательной операциях Битвы за Москву, кровопролитных боях Ржевской битвы.
Осенью 1942 года 432-й гаубичный артиллерийский полк был переброшен на Брянский фронт, где до лета 1943 года участвовал в оборонительных и наступательных боях под Жиздрой. За два года войны красноармеец Вяткин стал незаменимым для своей 7-й батареи. Когда во время артиллерийского налёта со стороны врага пехотинцы прятались в окопах и блиндажах, Сергей Леонтьевич со своего наблюдательного пункта на переднем крае фиксировал огневые точки врага. Много раз ему приходилось выдвигаться к немецким позициям и производить разведку оборонительной линии противника, проникать в немецкие тылы и уточнять координаты артиллерийских и миномётных батарей немцев. Добываемые разведчиком данные всегда были точны и достоверны, и позволяли артиллеристам наносить сокрушительные удары по врагу. Своё боевое мастерство артиллерийский разведчик Вяткин продемонстрировал в боях за станцию Хотынец и город Карачев во время Орловской операции Курской битвы. Благодаря разведданным, добытым Сергеем Леонтьевичем, гаубицы 7-й батареи уничтожили вражескую миномётную батарею, до пяти пулемётных точек и около 70 солдат и офицеров вермахта.
В сентябре 1943 года 18-я гаубичная артиллерийская бригада прорыва РГК, в состав которой входил 432-й гаубичный артиллерийский полк, была выведена в резерв и после доукомплектования переброшена на Белорусский фронт. В январе 1944 года С. Л. Вяткин участвовал в Калинковичско-Мозырской операции, в составе своего подразделения освобождал город Калинковичи. К лету 1944 года получил звание ефрейтора. Особенно отличился в боях под Ковелем во время операции «Багратион».

### В боях под Ковелем
5 июля 1944 года войска левого крыла 1-го Белорусского фронта перешли в наступление на ковельском направлении. Полки 18-й гаубичной артиллерийской бригады прорыва РГК огнём орудий и колёсами содействовали продвижению на запад частей 129-го стрелкового корпуса 47-й армии и освобождению города Ковеля. С начала наступления ефрейтор С. Л. Вяткин неотлучно находился в боевых порядках пехоты и своевременно выявлял огневые точки противника, мешавшие продвижению стрелковых подразделений. Так, 7 июля наступающие части Красной Армии встретили ожесточённое сопротивление у деревни Краснодубы к западу от Ковеля. Артиллерийский разведчик Вяткин быстро выявил огневые точки врага и передал точные координаты целей на командный пункт полка. Огнём полковых гаубиц прямым попаданием было уничтожено два станковых пулемёта и ещё одна пулемётная точка была подавлена. Благодаря чёткой работе артиллеристов стрелковые подразделения сломили сопротивление неприятеля, и продвинувшись на несколько километров вперёд, вышли к заранее подготовленной линии обороны немцев на рубеже Смедынь—Парыдубы.
Взломать оборонительные порядки немцев советским войсках сходу не удалось. Пока командование 47-й армии подтягивало резервы, ефрейтор С. Л. Вяткин в период с 8 по 17 июля проделал на своём участке большую работу по разведке переднего края немцев. Так, 8 июля ему удалось сорвать контратаку противника в районе деревни Парыдубы. Он своевременно обнаружил место сосредоточения сил противника и дал целеуказание на командный пункт артиллерийского дивизиона. Огнём гаубиц скопление пехоты врага было рассеяно. Его потери в живой силе составили не менее 12 человек. 17 июля, накануне возобновления наступления, Вяткин выдвинулся к переднему краю немцев с целью уточнения их огневых позиций и в ходе разведки обнаружил три пулемётных гнезда, два укреплённых блиндажа и наблюдательный пункт. В ходе артиллерийской подготовки 18 июля все обнаруженные разведчиком цели были уничтожены и подавлены, благодаря чему стрелковые подразделения прорвали оборону немцев с минимальными потерями. Ефрейтор С. Л. Вяткин, участвовавший вместе с пехотинцами в атаке, был ранен осколком снаряда, но не покинул поля боя. После оказания первой медицинской помощи он продолжал находиться в первых рядах наступающих, и «каждый его шаг… ознаменовывался мужеством и храбростью». Вместе с передовыми частями пехоты Сергей Леонтьевич форсировал Западный Буг, и корректируя с левого берега огонь батарей своего полка, способствовал закреплению берегового плацдарма. За образцовое выполнение боевых заданий приказом от 24 августа 1944 года ефрейтор Вяткин был награждён орденом Славы 3-й степени (№ 203984).

### Бои на Висле
После выхода к Висле 6-я артиллерийская дивизия прорыва РГК, в состав которой входила 18-я гаубичная артиллерийская бригада РГК, перешла в распоряжение командующего 8-й гвардейской армией. В августе—сентябре 1944 года ефрейтор С. Л. Вяткин участвовал в боях по закреплению плацдарма на левом берегу Вислы в районе Магнушева. После того, как обстановка на Магнушевском плацдарме стабилизировалась, части дивизии были переброшены к северу от Варшавы с тем, чтобы помочь стрелковым частям взломать сильно укреплённую оборону противника в междуречье Вислы и Нарева. 432-й гаубичный артиллерийский полк был придан одной из стрелковых дивизий 47-й армии, действовавшей на рубеже Рембельщизна (Rembelszczyzna)—Михалув-Грабина (Michałów-Grabina). 10 октября 1944 года во время штурма вражеских укреплений артиллерийский разведчик Вяткин находился в боевых порядках пехоты и со своего наблюдательного пункта вёл наблюдение за немецкими позициями. Ему удалось засечь месторасположение артиллерийской и миномётной батарей, а также одной пулемётной точки, которые мешали продвижению стрелковых подразделений. В результате артиллерийского удара полковых гаубиц обнаруженные цели были частично подавлены, частично уничтожены, что позволило советской пехоте вклиниться в оборонительные порядки немцев и овладеть одной из ключевых высот с отметкой 96,6. Противник, не смирившись с потерей выгодных рубежей, яростно контратаковал, но всякий раз получал отпор, поэтому немецкое командование решило перебросить в район высоты крупную танковую группировку. Однако далеко идущие планы врага сорвал ефрейтор Вяткин. Выдвинувшись к переднему краю немцев, он обнаружил место сосредоточения бронетехники противника, и быстро вернувшись на свой наблюдательный пункт, передал координаты цели на батареи полка. В результате огневого налёта скопление вражеских танков было полностью рассеяно. Во время очередного артобстрела со стороны противника Сергей Леонтьевич был контужен, но не покинул поля боя и до наступления темноты продолжал выполнять свои обязанности. За отличие в бою приказом от 11 ноября 1944 года он был награждён орденом Славы 2-й степени (№ 4225).
Поздней осенью 1944 года 432-й гаубичный артиллерийский полк вернулся на Магнушевский плацдарм и занял позиции во втором эшелоне 94-й гвардейской стрелковой дивизии. В преддверии Варшавско-Познанской операции ефрейтор С. Л. Вяткин проделал большую работу по разведке сильно укреплённой оборонительной линии противника в районе населённого пункта Грабув-над-Пилицей (Grabów nad Pilicą). Старший разведчик Вяткин в период интенсивного артиллерийско-миномётного обстрела со стороны противника трижды выдвигался к переднему краю немцев с целью уточнения огневой системы врага и выявления его оборонительных сооружений. Проявляя личное мужество и мастерство артиллерийского разведчика, Сергей Леонтьевич выявил в полосе наступления дивизии 3 пулемётных гнезда, позиции двух 105-миллиметровых артиллерийских батарей, 2 ДЗОТа и хорошо замаскированное артиллерийское орудие противотанковой обороны. 14 января 1945 года во время двадцатипятиминутной артиллерийской подготовки, возвестившей о начале Висло-Одерской операции, все обнаруженные цели были подавлены и уничтожены. Благодаря этому стрелковые подразделения прорвали немецкую оборону, и форсировав реку Пилицу южнее города Варка, значительно продвинулись на запад. За образцовое выполнение боевых заданий командования и проявленные при этом доблесть и мужество 17 января 1945 года командир полка полковник П. И. Дарчук представил ефрейтора С. Л. Вяткина к ордену Славы 1-й степени. Высокая награда за номером 1308 была присвоена Сергею Леонтьевичу указом Президиума Верховного Совета СССР от 24 марта 1945 года.

### От Вислы до Эльбы
К началу февраля 1945 года ходе Висло-Одерской операции войска правого крыла 1-го Белорусского фронта вышли к довоенной польско-германской границе в Померании. На этом направлении советским войскам противостояла группа армий «Висла», которая была разгромлена уже в рамках Восточно-Померанской операции. Ефрейтор С. Л. Вяткин принимал участие в прорыве немецкой обороны в районе города Шнайдемюль, громил окружённую в районе Арнсвальде группировку врага. Особенно отличился при взятии города Голлнова в боях 5—7 марта 1945 года. Исследователи этого периода Великой Отечественной войны полковники А. С. Завьялов и Т. Е. Калядин отмечали:

Город Голлнов расположен среди лесов, которые прикрывают подступы к нему со всех сторон. Леса в значительной степени заболочены. В городе сходятся четыре шоссейные дороги. Условия местности не позволяли осуществить широкий манёвр. Кроме того, противником было создано много инженерных сооружений и искусственных заграждений, что еще больше затрудняло действия наших войск в этом районе. — Завьялов А. С., Калядин Т. Е. Восточно-померанская наступательная операция советских войск. Стр. 187
Перед началом решающего штурма города старший разведчик Вяткин в течение нескольких часов «кропотливо и тщательно» вёл наблюдение за противником. Составленная им схема оборонительных порядков немцев на ближних подступах к Голлнову северо-восточнее города использовалась при составлении плана штурма населённого пункта. Выявленные Вяткиным на этом участке огневые средства противника (три пулемётных гнезда и 75-миллиметровое артиллерийское орудие), а также его наблюдательный пункт были уничтожены артиллерийским огнём в первые минуты наступления. В результате артиллерийского налёта в оборонительных построениях врага была пробита брешь, через которую стрелковые подразделения ворвались в Голлнов и овладели его северной частью. Во время уличных боёв Сергей Леонтьевич находился в составе штурмовой группы и своими действиями способствовал ликвидации узлов сопротивления неприятеля. По его целеуказаниям артиллеристы уничтожили две пулемётные точки, мешавшие продвижению советских бойцов, вместе с расчётами.
После завершения Восточно-Померанской операции подразделения 6-й артиллерийской дивизии были переброшены в район Кюстрина. 16 апреля 1945 года 432-й гаубичный артиллерийский полк под интенсивным артиллерийским обстрелом со стороны противника форсировал Одер северо-западнее города и начал наступление на берлинском направлении. Боевой путь ефрейтора С. Л. Вяткина прошёл через Врицен, Бернау, Глинике, Хеннигсдорф, Эльсталь, Бранденбург и Ратенов и завершился 8 мая 1945 года на берегу реки Эльбы в районе населённого пункта Тангермюнде.

### После войны
После окончания Великой Отечественной войны С. Л. Вяткин ещё год находился на военной службе. Демобилизовался в мае 1946 года в звании младшего сержанта. Позднее ему было присвоено звание старшины в отставке. После увольнения из армии жил в Омске. Освоив профессию крановщика, до выхода на пенсию работал по специальности в производственном объединении «Омскнефтеоргсинтез». Умер Сергей Леонтьевич 19 февраля 1986 года. Похоронен на Северо-Восточном кладбище.

## Награды
- Орден Отечественной войны 1-й степени (23.12.1985)[15]
- Орден Красной Звезды (20.03.1945)[14]
- Орден Славы 1-й степени (24.03.1945)[8]
- Орден Славы 2-й степени (11.11.1944)[12]
- Орден Славы 3-й степени (24.08.1944)[11]
- Медали, в том числе:

Медаль «За отвагу» (27.08.1943)
Медаль «За победу над Германией в Великой Отечественной войне 1941-1945 гг.»

## Память
- Имя С. Л. Вяткина увековечено на мемориале «Слава Героям» на бульваре Победы в Омске[16].

## Документы
- Общедоступный электронный банк документов «Подвиг Народа в Великой Отечественной войне 1941—1945 гг.» Дата обращения: 26 мая 2014. Архивировано из оригинала 13 марта 2012 года. Номера в базе данных:

Орден Отечественной войны 1-й степени (архивный реквизит 1512375903).
Орден Красной Звезды (архивный реквизит 24543613).
Орден Славы 1-й степени (архивный реквизит 46541928).
Орден Славы 2-й степени (архивный реквизит 32702715).
Орден Славы 3-й степени (архивный реквизит 32327431).
Медаль «За отвагу» (архивный реквизит 18010574).